# Fulleda
Fulleda település Spanyolországban, Lleida tartományban. Fulleda Senan, L'Espluga Calba, L'Espluga de Francolí, Tarrés, Vinaixa és Vimbodí községekkel határos. Lakosainak száma 91 fő (2024).

## Népesség
A település népessége az utóbbi években az alábbiak szerint változott:
| Lakosok száma | 155  | 491  | 319  | 200  | 122  | 114  | 113  | 98   | 85   | 91   |
|               | 1717 | 1887 | 1936 | 1960 | 1986 | 2004 | 2009 | 2014 | 2019 | 2024 |